# 豪血寺一族
『豪血寺一族』（ごうけつじいちぞく）は、アトラスが開発した対戦格闘ゲームのシリーズ名、および1作目の名称であり、登場キャラクターが全て血縁の一族、主人公が老婆であり、対戦相手の精気を吸収して若返る事などからリリース前から注目を集めていたタイトルである。

## ゲーム内容
ここでは1作目について説明するが、シリーズ全般にわたって仕様はほぼ受け継がれている。
プレイヤーキャラクター全員が二段ジャンプと空中投げを標準装備し、ほぼ全ての通常技が必殺技キャンセル可能、ダッシュ攻撃はダメージ2倍とダイナミックな構成となっている。
上記システムにより攻撃側が強すぎるため、バランス調整としてバックステップ中は無敵、ダッシュ中にダメージを受けるとカウンターダメージを受けるほか、投げを含めた単発のダメージ1つ1つは当時の同ジャンルの作品より控え目となっている。このような構成となったのは、広いフィールドで戦わせたいという思いと、空中戦を主体としたいという思いからのものであり、空中防御の採用も検討されていた。
一部ステージでは歌唱が入っており、全ステージで歌わせたいと考えていたという（続編の『2』においてほぼ全ステージでの歌唱を実現）。容量の関係で歌わせる事が出来なかったステージについても歌詞は用意されており、雑誌記事や家庭用移植版の説明書にその歌詞が掲載されることとなった。
また1作目時点で豪血寺一族始祖から本作の登場キャラクターの代までの詳細な家系図が作成されている。

## ストーリー・設定
世界3大財閥の1つである豪血寺財閥。明治の時代から続く一族ではあるが、20世紀末に至ってこの一族の頭首を務めた者は2桁に達せず、わずか4名を数えるのみである。この財閥は5年に1度、血族を集めての格闘大会を行いその優勝者がその後5年間の間頭首を務める風変わりな形式を採っている。そして4代目頭首『豪血寺お梅』は18歳にて頭首の座につき以後60年の間頭首の座に君臨し続けている。
この風変わりな頭首決定戦が何故行われるようになったのか。徳川幕府が倒れ新たな時代を迎えると全ての日本の民は名字を持つ事が許される事となった。後に豪血寺の始祖となる新十郎は母より聞かされてきた父の名を思い出す、『野牛十兵衛』の名を（家系図によれば新十郎は父の名を柳生十兵衛と誤解している）。名高き剣豪の血を引く事を誇りに思い生きてきた新十郎はその誇りを名字に込め『豪血寺』と名乗り、その誇りが子孫に伝わるよう家訓をたてる。
『弱き者、豪血寺の名を語るべからず』
『豪血寺を継ぐ者は唯一人』とも。新十郎の血を引く者たちは豪血寺の名、頭首にこだわる事がなかったのだが、幼い頃から神がかりの神秘の力を見せていた『豪血寺お志摩』が3代目頭首となると、その力で徳川埋蔵金や油田を掘り当て瞬く間に世界三大財閥へと押し上げてしまう。様相は一変し、その財を求め一族が頭首の座を争い始める事となった。その醜い争いに業を煮やしたお志摩は、新十郎の遺志を継ぎ5年に1度の頭首決定戦の開催を宣言する。
豪血寺本家ともいえるお志摩の血族を除けば、既に豪血寺の名を捨てている一族であるが頭首の座につくその時だけは『豪血寺』を名乗る事が許される、いや義務づけられる。豪血寺の名、あるいは財産か地位か？豪血寺の頭首の座を求めて一族は争い続ける。
そして豪血寺お梅78歳、14期目の頭首在留に向けた頭首決定戦には、お梅が6歳の頃に箱詰めにして日本海に流し既に死亡したものと考えていた、お梅の双子の妹『豪血寺お種』の姿もあった。

## シリーズ構成
シリーズ各作の概要と登場キャラクターの一覧。

### 豪血寺一族
『豪血寺一族』は1993年11月にアトラスから発売されたアーケードゲーム。欧米では『Power Instinct 豪血寺一族』として発売。
豪血寺一族の血を引く8人のプレイヤーキャラクターから1人を選び、他の7人を蹴散らし、最終ボスである当代頭主・お梅を倒して新たな頭主の座につくのが目的。
主人公はお梅の双子の妹、お種。お梅とお種はゲーム上のグラフィックが同じ（色が違うだけ）で技も似たものだったが、技の性能は格段に違っていた。
家庭用ではスーパーファミコン版・メガドライブ版（いずれもアトラス）が発売されている。2011年10月4日よりWiiのバーチャルコンソールで、2015年11月11日よりWii Uのバーチャルコンソールで、スーパーファミコン版がそれぞれ配信開始。
アーケードの初期バージョンは外部からのボタン操作のみでデバッグモードに入れる問題があり、ROM交換が行われた。後期版はボタン操作に加えて筐体内部のテストスイッチを押すことでデバッグモードに入ることができる。
登場キャラクター
豪血寺 お種（ごうけつじ おたね）
声 - 能登育子
1915年9月15日生まれ、78歳→81歳、女
『豪血寺一族』の主人公にして、『豪血寺一族2』の最終ボス。60年間も豪血寺頭首をつとめた豪血寺お梅の双子の妹。京都府出身。対戦相手の精気を吸収することで若返ることができるが、短い時間しか若返りは維持できない。
幼少時にお梅に権力の座に着く邪魔になるとして箱詰めにされて捨てられ、農家である養親に拾われて育つが、真実を知って以来復讐のために70年間修行してお梅を超える力を身に付ける。ストーリー上はお梅を倒して豪血寺の頭首となっているが、お梅の陰謀（『2』のエンディングで判明する）によりわずか1年で頭首の座を追われた。その後は『グルーヴオンファイト』までお梅と入れ替わるように頭首の座を奪い合っていたらしい。
スーパーお種
お種が精気を吸って一時的に若返った姿。
アニー・ハミルトン
1972年5月23日生まれ、21歳→24歳、女
イギリスのロンドン出身の令嬢で、動物好き。犬6匹、猫4匹、馬3頭、そして亀（名前はケンジントン）を1匹飼っている。後にキースと結婚してクリスという息子を儲ける。
『最強伝説』までは割と普通の格好をしていたが、キースに感化されたせいか、『新・豪血寺一族』以降はフードを被ったピエロ風の服装に変更されている。また、初代での彼女のステージは格闘ゲームには珍しくパノラマ図法で描かれ斜め上から見下ろした感じのステージになっている。 『豪血寺一族』では小さな体に似合わずリーチの広い通常攻撃を放つ。スピードも速く攻防の安定した強さを持つ。
パチンコ版では初代の格好。
アンジェラ・ベルテ
1967年5月3日生まれ、27歳→30歳、女
鞭と強靭な筋肉で戦う情熱的で惚れっぽいイタリア出身の女性。とても女性とは思えぬほどの逞しい筋肉と体付きをしているが、『2』以降の作品では体格がスマートになり顔立ちも美女らしくなっている。『闘婚』には登場していない。
大山 礼児（おおやま れいじ）
1969年7月27日生まれ、24歳→27歳、男
己の空手の力量を試し、強くなることが目標の空手家。横浜出身。真実一路で単純馬鹿な男。色物揃いの一族にあって異質な存在らしい。有り余った体力を発散させるために解体業のアルバイトをしている。
ステージには応援団がバックにおり、作を重ねる毎に団員数が倍倍で増えており1作目では数人のものが『先祖供養』になると三段に数十人の大合唱となっている。
続編の『グルーヴオンファイト』には参戦していないが、ゲルトハイマーのエンディングにて老いた姿で登場している。
キース・ウェイン
1969年3月13日生まれ、24歳→27歳、男
女の涙に弱いアメリカのシカゴ出身の青年。母がいないせいで一時期は不良化したが、現在は更生して健康不良青年として成長している（ちなみにその時の不良仲間とは今でも交際あり）。『最強伝説』以前は頭にバンダナを巻いた好青年だったが、『新・豪血寺一族』以降はバンダナの無いワイルドな男になっている。後にアニーと結婚する。
続編の『グルーヴオンファイト』に息子のクリスが登場しているが、こちらは完全な不良である。
陳念（ちんねん）
1959年10月1日生まれ、34歳→37歳、男
怪しい中国拳法と煩悩パワーで戦う破戒僧。中国江西西山出身で、代々煩悩の激しい家系に生まれる。
破鳥 才蔵（はっとり さいぞう）
1970年10月29日生まれ、23歳→26歳、男
対人恐怖症のため、兜で顔を隠している忍者。三重県出身。顔を露わにしてしまうと豪血寺一族以外には理解不能な「ぽぱぺぱ語」しか話せなくなる。ぬいぐるみショーのアルバイトをしている。忍者らしく圧倒的なスピードで相手を翻弄する。『新・豪血寺一族』以降ではある程度対人恐怖症を克服したらしく、兜を脱いで覆面で口元を覆っている。実家は代々忍者の家系であるが、時代が時代だけに現代では薬屋を営んでおり、彼の父と干滋は同門である。
パチンコ版では兜を被っている。
ホワイト・バッファロー
1964年2月17日生まれ、29歳→31歳、男
ガラクタ収集癖のある「アミアイ族」出身の無口なインディアン。落ちている物の所有権は拾った者にあると考えている。巨体を生かし、長いリーチで戦う。
豪血寺 お梅（ごうけつじ おうめ）
1915年9月15日生まれ、78歳→81歳、女
声 - 荒木薫
『豪血寺一族』の最終ボス。豪血寺一族の4代目頭首の座に就いて以降60年間、その地位を守り抜いている。『豪血寺一族』にてお種に敗れて頭首陥落するが、後に復帰する（それ以後20年間、お種と当主の座を入れ替わるように奪い合っていたらしい）。目的のためには実の妹のお種を手に掛けることも辞さない。自身の驚異的な突きと蹴りを主体とした格闘能力を武器とする。お種と同じく、対戦相手の精気を吸収して一時的に若返ることができる。
『グルーヴオンファイト』では、お種と表面上は和解し、2人で1人の「お梅&お種」として登場。
スーパーお梅
お梅が精気を吸って一時的に若返った姿。

### 豪血寺一族2
『豪血寺一族2』（ごうけつじいちぞくツー）はアトラスから1994年10月に発売されたアーケードゲーム。欧米では『Power Instinct 2』として発売。
ストーリーの時期は前作から1年後。お種の優勝で前大会は幕を下ろしたことになっている。念願叶ってついに頭主の座に就いたはずのお種が「しばらく留守にする。後の事は任せた」とだけ書かれた手紙を残し失踪した。一族の家訓により頭主は一週間以上姿を消した場合、その座を追われることになっており、また新たに頭主を決める大会が催されることとなる。
使用可能キャラクターはお種と入れ替わりにお梅が加わり、さらに新規に5名の新キャラクターが追加されている。そのうちの一人、「弧空院金田朗」は5歳の幼稚園児、そしてまた別の一人は、高齢な老婆であるお梅・お種姉妹のさらに高齢な母、「豪血寺お志摩」101歳。モンスターやミュータントなどでなく、純粋な人間だけが登場する格闘ゲームとしては稀に見る年齢差である。
ゲームシステムとしては、新たに「忍耐メーター」を追加。『サムライスピリッツ』の怒りゲージのように、ダメージを受けるごとにメーターが増加し、最大になるといわゆる超必殺技である「一発奥義」が使える…というものだが、メーターが最大になると無敵になり接触した相手を押し返すオーラ（怒り爆発）が発生し、攻め続けられていても状況を五分に戻せるという先進的な緊急回避機能を持っている。また、前作でお種（お梅）のみが持っていた変身能力を、新キャラクター5人のうち3人が搭載している。
多くのステージ曲に歌を採用したり、背景キャラクターにステージ曲と同期した振り付けを行わせたのは本作からで、基板の容量の大半がこうした音楽周辺の演出に使われたという。登場キャラクターの一人である花小路クララ役およびクララのステージ曲である「魔法みたいな恋したい」の歌唱は三石琴乃が担当している。
純粋な家庭用移植作品は存在せず、アトラスからPlayStation版『豪血寺一族2 ちょっとだけ最強伝説』（ごうけつじいちぞくツー ちょっとだけさいきょうでんせつ）として副題つきで発売された。これは『2』をベースとしているが、家庭用オリジナルの対人戦専用の追加モード「チームバトルモード」にて、『最強伝説』の要素（隠しキャラクターやタッグバトル）が含まれている（ただしキャラクター性能は『2』準拠）。しかし、変身する度にロードが始まり対戦が一時止まってしまったり（一種のポーズ状態）斜めジャンプ攻撃が垂直ジャンプ攻撃と同じ物がでたり、ステージ背景の一部欠如（陳念ステージのバックダンサー、お種ステージのお種像など）があったりと、原作との相違点が多い。2011年4月13日よりゲームアーカイブスで配信開始。
登場キャラクター
豪血寺お梅（ごうけつじ おうめ）
使用キャラクターに変更。通常投げを成功させると一定時間スーパーお梅に変身。
大山礼児（おおやま れいじ）

キース・ウェイン

アニー・ハミルトン

アンジェラ・ベルテ

破鳥才蔵（はっとり さいぞう）

陳念（ちんねん）

ホワイト・バッファロー

花小路 クララ（はなのこうじ クララ）
声 - 三石琴乃（『豪血寺一族2』、『最強伝説』）、倉田雅世（『プリクラ大作戦』、『ヘヴンズゲート』）
11月12日生まれ、13歳→15歳、女
横浜出身の十代前半の魔法少女。武器は町のとある占い師から貰ったものらしい（奪ったとも）魔法のステッキ。一部の必殺技を当てることによって、パンクスタイルでセクシー美女のスーパークララに変身する。『先祖供養』ではスーパークララの服のデザインがゴスロリ風に変更されている。
アニーのことをおばさんと呼び、彼女とは犬猿の仲、負け台詞で「もう遊んであげないんだから」と言っていることから、礼児とは仲が良いらしい。お金持ちイケメンをゲットすることを夢見ている。「貢」という12歳上の兄がいる。『闘婚』のみアニメの影響で語尾に「にゅ」とつけて喋っている。
『プリクラ大作戦』とPlayStation版『ヘヴンズゲート』に客演しているが、そちらでは日本ではなく魔法の国「ミラクルワールド」出身のプリンセスで、本名が「クララ・アプリコット」（花小路姓は地上界での仮の名）とされ、魔法界での双子の妹の「キララ」と姉の「ウララ王女」が登場するなど、『豪血寺一族』と設定が異なっている。『ヘヴンズゲート』では祭川七瀬のコンパチキャラクター扱いとしての登場で、アーケード版では削除された。
続編の『グルーヴオンファイト』に娘のポプラが登場しているが、豪血寺的な性格が遺伝している。
スーパークララ
クララが変身したスーパー美女の姿。『最強伝説』ではクララと別枠で参戦。

サハド・アスラーン・リュート
声 - 相原誠吾
12月24日生まれ、23歳、男
アラブの魔術師。ランプの魔人アピア・チャチャを従え、自身もいくつかの魔術を操る。
弧空院 干滋（こくういん かんじ）
2月14日生まれ、83歳→85歳、男
お志摩の企みでお梅と結婚したが、2週間で離婚。お梅から頭首の座を奪うために修行するが、果たせぬまま年を取った。よぼよぼに見せかけた奇襲が得意。武器は杖と褌。更にはオナラ攻撃もある。才蔵の父より忍術の手ほどきを受け若返りの術を会得しており、点滴や対戦相手の精気吸収により筋骨隆々となる。『豪血寺一族2』に当たる大会ではお種を倒して優勝し当主となっており、次作の『豪血寺外伝 最強伝説』は「豪血寺 干滋」を名乗る彼の召集により開催されている。
スーパー干滋
干滋が精気を吸って一時的に若返った姿。『2』『最強伝説』『煩悩解放』ではこちらがデフォルトで、特定の技を使うと元の姿に弱体化する形となる。
弧空院 金田朗（こくういん きんたろう）
4月1日生まれ、6歳→8歳、男
干滋の弟の曾孫だが、干滋に溺愛されている。容姿はメタボながら金太郎そのもので、鉞やクマのシーザーを使役して戦う。相手の精気を吸い取り、元飼い犬の霊を憑依させて筋骨隆々な獣人の冥犬ポチとなる。ただし『最強伝説』では冥犬ポチと別枠のため、冥犬ポチではなく小悪魔のような姿に変身する。
冥犬ポチ
金田朗が亡き飼い犬の霊を憑依させて変身した姿。『最強伝説』では金田朗と別枠で参戦し、『闘婚』ではこちらの姿のみ参戦。

豪血寺 お志摩（ごうけつじ おしま）
6月6日生まれ、101歳、女
お種とお梅の母。生まれつき備わっていた予知能力などの超能力で豪血寺を世界有数の財閥へと育て上げた。第4回大会でお梅に敗れて頭首の座を追われてしまい生死不明だったが、60年振りに姿を現し格闘大会に参加。
豪血寺お種（ごうけつじ おたね）
前作のお梅と入れ替わる形で最終ボス、CPU専用。通常投げを成功させると一定時間スーパーお種に変身。また、お梅との差別化のため、通常時ではダメージはそれほどではないが、ガードを行ったら体力が著しく減る秘宝技「森羅鏡」を使用。『最強伝説』以降は一発奥義扱いとなる。
PS版『ちょっとだけ最強伝説』では「チームバトル」に限り使用可能。

### 豪血寺外伝 最強伝説
『豪血寺外伝 最強伝説』（ごうけつじがいでん さいきょうでんせつ）はアトラスから1995年5月に発売されたアーケードゲーム。欧米では『Gogetsuji Legends』として発売。
前作におけるお種の失踪は、頭主への返り咲きを狙ったお梅の陰謀であった。しかし、そうまでして開いた大会だったがお梅は優勝を逃がしてしまい、新たな頭主は弧空院干滋に決まった。その干滋が頭首命令を一族は無視出来ないとの一族の掟を利用し、頭首『豪血寺干滋』名義でタッグマッチ形式の大会を開催する。シリーズ中で初めて、豪血寺初代頭主の血を引かない人物が登場する。
タッグマッチだが同キャラクターを選べるため、前作までと変わらないスタイルで戦うこともできる。リーダーとパートナーを選択するが、本作では一般的なタッグ形式の格闘ゲームとは戦う順番が逆となっており、パートナーが先鋒として1ラウンド目で登場し、倒されると次のラウンドでリーダーが登場する。順番を入れ替えたり、ラウンドの途中で交代することはできない。
新システムに、ボタン同時押しによる「迎撃防御（必殺技でキャンセルできるガード）」と「ごっつい攻撃（強攻撃を越える威力の通常技）」を追加。
前作で最終ボスであったお種のほか、一部の変身キャラクターの変身前・変身後が別キャラクター扱いになるなどで使用キャラクターは増加している。隠しコマンドを入力すれば、最終ボスのチャックも使用可能となる。
なお、本作のBGMで使用されている音源データは全て『2』と同一であり、それぞれのデータを組み替えてリミックス的に仕上げられている。新しいデータを追加することはできなかったため、開発には非常に苦労したとのこと。
登場キャラクター
豪血寺お梅（ごうけつじ おうめ）

豪血寺お種（ごうけつじ おたね）

大山礼児（おおやま れいじ）

キース・ウェイン

アニー・ハミルトン

アンジェラ・ベルテ

破鳥才蔵（はっとり さいぞう）

陳念（ちんねん）

ホワイト・バッファロー

花小路クララ（はなのこうじ クララ）
今作ではスーパークララと分離したため変身できない。
サハド・アスラーン・リュート
今作のみアラビアンパロットに変身可能。
弧空院干滋（こくういん かんじ）

弧空院金田朗（こくういん きんたろう）
今作では冥犬ポチと分離したため、代わりに小悪魔の姿に変身する。
豪血寺お志摩（ごうけつじ おしま）

スーパークララ
前作ではクララの変身後だったが、クララと金田朗が喧嘩中に雷に打たれたことで分離し別キャラクターとなった。
冥犬ポチ（めいけんぽち）
前作では金田朗の変身後だったが、クララと金田朗が喧嘩中に雷に打たれたことで分離し別キャラクターとなった。
黒子（くろこ）
『最強伝説』のパートナー専用キャラクター。後述の最終ボスであるチャックのパートナーとしても登場する。豪血寺本家にお世話になっている分家の一族で、多数の黒子が大会参加者のセコンドとして身の回りの世話などを行っている。恥ずかしいので黒子の格好をして顔を隠している。『最強伝説』と『ちょっとだけ最強伝説』のみ使用キャラクターとして登場するが、『グルーヴ オン ファイト』以外のシリーズでは格闘シーン背景などに多数登場している。
チャック
『最強伝説』の最終ボス。『最強伝説』ではリーダーとしての登場だが、『ちょっとだけ最強伝説』ではパートナーにもできる。干滋がどこからか連れてきた正体不明の最強の格闘家。シリーズ初の豪血寺の血族ではない人物である。通常は使用不可だが、キャラクター選択画面でコマンド入力すれば使用キャラクターにできる。

### グルーヴ オン ファイト 豪血寺一族3
『グルーヴ オン ファイト 豪血寺一族3』（GROOVE ON FIGHT ごうけつじいちぞく スリー）はアトラスから1997年5月に発売されたアーケードゲーム。日本国外では未発売。
舞台は『2』から21年後の未来である西暦2015年という設定で、前作まで争っていたお種・お梅が歳月を経て結託し、タッグマッチ制の頭主大会を開催するというストーリー。新世代を意識した作品となっており、キャラクターデザインが一新され、お種とお梅以外のキャラクターは全て入れ替えとなった。登場キャラクターが豪血寺の血縁関係という設定は健在だが、関係が明示されているのは前作までのキャラクターの子孫であるクリス・ウェインと花小路ポプラだけである他、最終ボスのブリストルは豪血寺一族の敵対者であり血縁関係はない。シリーズ本編の時系列設定では最も未来に位置する作品。
前作に引き続きのタッグマッチ形式を採用しているが、本作では一般的なタッグ形式の格闘ゲームに準じてリーダーが先鋒になった。さらに、新たに「戦闘中に任意で交代できる」「待機中は体力が回復する」「倒れた敵や味方を飛び道具として投げつけられる」といったシステムを採用している。
新キャラクターの造形や世界観は全体的に退廃的な印象を持っている。曲に関してはジャンルの多様さはそのままだが、歌や振り付けは採用されなかった。
なお、最終ボスのブリストルはデビルサマナーという設定で、必殺技として『真・女神転生』シリーズに登場する悪魔（キャラクターデザインは金子一馬）を多数召喚する。さらに、女神転生シリーズの『女神異聞録ペルソナ』にも、登場キャラクターがこのゲームをプレイしている描写がある。各キャラクターの声およびナレーション（声：岡昌樹）は一部開発者の声が使われている。
家庭用はアトラスからセガサターン版が同月に発売されている。
登場キャラクター
ラリー・ライト
声 - 山根剛
世界中をバイクで旅して回る武道家にして考古学者のアメリカ人。ある日、襲い掛かってきたクリスを返り討ちにしたことで行動を共にすることになるが、金欲よりも学者らしく知識欲のほうが旺盛な豪血寺らしくないファイターでもある。
クリス・ウェイン
声 - 山根剛
シリーズを通して登場していたキース・ウェインとアニー・ハミルトンの息子であるが、両親が躾に失敗したらしく、言動は凶暴そのものであり、彼自身も腑抜けた両親を非常に嫌っている。根っからの不良でラリーを襲った際に返り討ちにされ、半ば強引に行動を共にすることになる。
花小路 ポプラ（はなのこうじ ポプラ）
声 - 中井由加
花小路クララの娘で、母譲りの魔法のステッキを駆使して戦う。彼女の父親は武道家で武者修行の旅に出ており定期的に多額の仕送りをしてくること以外一切不明であるが、彼女自身は優勝してテディベアを手に入れることしか頭になく、父親の不在は特に意識していない。
乙霧 レミ（おとぎり レミ）
声 - 伊集桂子
ポプラの親類で、魔女の血統を受け継ぐ一族の末裔。音を使った魔術を操る。音楽の力を世に示すためにポプラとチームを組んで、頭首決定戦に参加する。
ソーリス=R8000
声 - 半場友恵
100年後の未来から豪血寺と人類の歴史を守るために時を越えてきた女性警官。ブリストルを追って2015年の過去にやって来たが、彼女もまた豪血寺の一族の血を引いた子孫であることが判明し、頭首決定戦に出ることになる。エンディングではブリストルを倒した後すぐにタイムスリップし、帰還した未来では彼女が財閥の現当主となっていたため、「私、歴史変えちゃったかも」というコメントを残している。
M.A.D（マックス=アックス=ダックス）
声 - 河合匠
香港在住のマッドサイエンティスト。本作の中ボスであるゲルトハイマーの部下だったことがある。偶然に自分の研究所にやってきたソーリスとチームを組むことになる。
天神橋 筋六（てんじんばし すじろく）
声 - 田中敬一
関西出身のお祭り好きな大男。普段は獅子舞の面で顔を隠しているが、エンディングでは素顔が判明する。
雪上 火澄（ゆきのうえ ひずみ）
声 - 萬代幸司
スマートな体格をした忍者オタクの青年。彼の家族も忍者オタクだが、忍者の出身ではない。筋六とチームを組む。
豪血寺お梅&お種（ごうけつじ おうめ アンド おたね）
中ボス1（リーダー）。今作では背中あわせに腰の部分を縛り、2人で一体のキャラクターとして登場する。
ファルコ
声 - 吉川虎範
イギリス出身の老ギャンブラー。かつて賭けに負けて片目を失った過去がある。ふとした出来事から、お梅&お種とチームを組む。
ルドルフ・ゲルトハイマー
声 - 牧正成
覆面とコートを着用したドイツ出身の巨漢。元は豪血寺の分家だったが、本家を上回る力をつけた上に乗っ取りを企んだため、一族から追放された過去を持つ。現在はブリストルの配下だが、彼が心を許しているのは従者のデミアンのみである。
デミアン・シェイド
声 - 川岸誠治
ゲルトハイマー所有の孤児院から、ゲルトハイマーから従者として引き取られた青年。業務用ではゲルトハイマーのパートナーとして登場するものの一度も戦うことがなく背景扱いだが、セガサターン版では隠しキャラクターとして登場する。
ブリストル・ウェラー
声 - 石塚堅
『グルーヴ オン ファイト』の最終ボス。表向きはイギリス出身の慈善家だが、その正体は未来から豪血寺を抹殺しにきた凶悪犯罪者にしてデビルサマナーである。
ブリストルデビル
声 - 吉川虎範
ブリストルの真の姿。一度プレイヤーに倒されると本性を現す。外見や性能が大きく変化し、『真・女神転生』シリーズの悪魔を数多く召喚する。

### 新豪血寺一族 闘婚 -Matrimelee-
『新豪血寺一族 闘婚 -Matrimelee-』（しん ごうけつじいちぞく とうこん マチュリメレー）は2003年3月21日にプレイモア（現：SNK）から発売されたアーケードゲーム。今作はノイズファクトリーが開発しており、発売元もアトラスからではなくなった。欧米では『Power Instinct Matrimelee』として発売。
ストーリーは『豪血寺一族2』の約1年後。最強伝説で敗れた干滋は頭首陥落しており、その後の道程は不明だがお梅が頭首に返り咲いている。豪血寺一族は、某国のイベントに招待される。これの目的は、某国の王位継承者の結婚相手を探すことであった。
数人のキャラクターが新規に追加され、前作までの登場キャラクターは新たにイラストを描き起こされているが、「変身技」が廃止されている。（開発が本作と同じノイズファクトリーの作品だが発売元が異なる）『レイジ・オブ・ザ・ドラゴンズ』のキャラクターが登場する。
楽曲については『2』『外伝』の歌による総合演出路線が復活。各キャラクターごとに専用ステージは用意されていないが、代わりにほぼ全ステージが歌入りのものとなった。ただし、一部の海外地域での稼動を想定して海外版ではボーカルの無い簡略化したBGMとなっている。これはMVSカートリッジの容量を節約するため、一曲を除いてサンプリング音源で流しているため、過去作と異なりボーカルパートとBGMパートを別々に再生することができなかったためである。その唯一サンプリング音源で再生されていないBGMもゲーム中で仕様されている効果音やボイスを繋ぎ合せて作った海外向けのエンディング曲（国内版のエンディングはボーカルメドレー）である。
家庭用はプレイモア / ノイズファクトリーからネオジオ版が発売されている。
登場キャラクター
豪血寺お梅（ごうけつじ おうめ）

豪血寺お種（ごうけつじ おたね）

大山礼児（おおやま れいじ）

アニー・ハミルトン

キース・ウェイン

破鳥才蔵（はっとり さいぞう）

陳念（ちんねん）

ホワイト・バッファロー

花小路クララ（はなのこうじ クララ）

弧空院干滋（こくういん かんじ）

ポチ

オロフ・リンデロード
29歳、男、不明
大会主催者である某国王族を警護するSPだが、プリンセスのお戯れで参戦。腕の負傷により、足技を駆使する。フェミニスト。
九戸 真太郎（くの しんたろう）
16歳、男
文太郎の弟。兄の影響で大山礼児を尊敬してはいるが、気持ちを表に出さない。腕力が主体。
九戸 文太郎（くの ぶんたろう）
17歳、男
大山礼児を師として尊敬する不良少年。アニメの名場面特集の感動編で泣くなど純真なところがある。石頭と足技が得意。
城門 光（じょうもん ひかる）
13歳、女
他の兄弟と性別が違うことをコンプレックスとし、自分を僕と言って、学ランを着ている女の子。武器は仕込み型ステッキ「トライノード」。
プリンセス・シシー
12歳、女
某国の王女。『闘婚』の賞品にして、最終ボス。懐から鉄球、足にはドリル、箱に様々な武器を隠し持っている暗器使い。不細工な兄王子が居り、『闘婚』では女性キャラクターが優勝した場合は兄王子と結婚させられそうになるが、シシー・兄王子ともに礼児以外には辞退や拒否などにより婚姻は全く成立しない(礼児の場合は満更でもない結末になっている)。MVS版『闘婚』ではCPU専用だが、家庭用ネオジオでは使用キャラクターにできる。『煩悩解放』ではストーリー上はサブキャラクターとしての登場だが、対戦限定で使用可能。『先祖供養』でも隠しキャラクターとなっている。
レイジ・オブ・ザ・ドラゴンズからのキャラクター
エリアス・パトリック
かつて無実の罪で刑務所に収監されていた牧師。所属する教会にアニーの父から多額の寄付を受けている関係から面識があり、シャワー中のアニーの代わりに戦う。
ジミー（ジェームズ・ルイス）
原作ゲームの準主役キャラクター。ホワイト・バッファローと親しいようであり、瞑想中の彼に代わって戦う。なお、『レイジ』では本名が「ジェームス・ルイス」だったが、本作では表記が変わっている。
Mr.ジョーンズ
彼のみCPU戦には登場しない。そのため、ストレスシュートでは友人のカン・ジャエモを召喚して闘う。
リン・ベーカー
原作ゲームのヒロイン。リンの祖父と陳念の師が修行仲間だが、本人同士に面識があるかは不明。就寝中の陳念に代わって戦う。

### 新・豪血寺一族 -煩悩解放-
『新・豪血寺一族 -煩悩開放-』（しん ごうけつじいちぞく ぼんのうかいほう）は2006年5月25日にエキサイトから発売されたPlayStation 2用ソフト。日本国外では未発売。
『闘婚』のアレンジ移植かつストーリー上は続編にあたり、プリンセス・シシー主催の大会で、優勝者には王位継承権以外の望みを一つ叶えてあげる、という設定となっている。
『レイジ・オブ・ザ・ドラゴンズ』からのキャラクターは全て削除され、闘婚に登場しなかった過去作のキャラが数人復活している。システム面では「黒子システム」が廃止された一方、過去作の「変身システム」が復活し、一部のキャラクターが再登場、さらにタレントのボビー・オロゴンが最終ボスとして追加された。また、オンラインバトル対応、煩悩カードシステムなど、家庭版専用ならではの機能が追加された。
登場キャラクター
豪血寺お梅（ごうけつじ おうめ）

豪血寺お種（ごうけつじ おたね）

大山礼児（おおやま れいじ）

キース・ウェイン

アニー・ハミルトン

破鳥才蔵（はっとり さいぞう）

陳念（ちんねん）

ホワイト・バッファロー

花小路クララ（はなのこうじ クララ）

弧空院干滋（こくういん かんじ）
過去作と同じく再びスーパー干滋の状態がデフォルトになった。
オロフ・リンデロード

九戸真太郎（くの しんたろう）

九戸文太郎（くの ぶんたろう）

城門光（じょうもん ひかる）

プリンセス・シシー

アンジェラ・ベルテ

弧空院金田朗（こくういん きんたろう）
変身システム復活に伴い、冥犬ポチと再び統合された。
ボビー・オロゴン
声 - ボビー・オロゴン（本人）
「プリンセス・シシーを元気付けるために国王が招いた世界最強と言われている戦士」として参戦。『煩悩解放』の最終ボス。

### 豪血寺一族 先祖供養
『豪血寺一族 先祖供養』（ごうけつじいちぞく せんぞくよう）は2009年7月24日にピーアイシーから発売されたアーケードゲーム。TAITO TYPE-X基板を使用。日本国外では未発売。
キャッチコピーは「あの一族が帰ってきてしまった…」。
アーケードのシリーズ新作としては『闘婚』以来およそ6年ぶりとなるが、アトラスが業務用ビデオゲーム事業の販売より撤退したため、販売はピーアイシーに引き継がれている。
2012年2月22日にバランスを再調整してNESiCAxLiveで配信された。
登場キャラクター
豪血寺お梅（ごうけつじ おうめ）

豪血寺お種（ごうけつじ おたね）

大山礼児（おおやま れいじ）

キース・ウェイン

アニー・ハミルトン

アンジェラ・ベルテ

破鳥才蔵（はっとり さいぞう）

陳念（ちんねん）

ホワイト・バッファロー

花小路クララ（はなのこうじ クララ）

弧空院干滋（こくういん かんじ）
過去作と違い最初は元の姿で、一時的にスーパー干滋に変身する形式となった。
弧空院金田朗（こくういん きんたろう）
エリザベス・ベルテ
声 - 平野舞
82歳、女
アンジェラ・ベルテの大叔母。双子の姉サンドラと共に魔術の研究を行う老婆。誰に対しても敬語だが、アンジェラに対しては別。お梅のことは知っていたが頭首の座には興味がなく魔術の研究に日々を過ごしていたが、今大会優勝者が対面できる伝説の生き神様に不老不死の秘密が隠されているのではと思い参加を決意する。お種＆お梅と同様に一時的に若返ることができる。性格は他人に厳しく、自分にも厳しい。アニー曰く、社交界の伝説的な人物らしい。
サンドラ・ベルテ
声 - 平野舞
82歳、女
アンジェラ・ベルテの祖母。双子の妹エリザベスと共に魔術の研究を行う老婆。妹と同様に一時的に若返ることができる。彼女も誰に対しても敬語であり、アンジェラに対しては別。彼女もまた優勝者が対面できる伝説の生き神様に興味を持ち参戦する。性格は他人に厳しく、自分に甘い。
大山 凛（おおやま りん）
声 - mio
16歳、女
大山礼児の従兄妹。露出度が高い空手着を着ている。4歳の時から叔父の礼児に空手の手ほどきを受けており、さらに琉球空手も習得したことから自信をつけ、礼児と同じく腕試しに大会に参加する。礼児の事は叔父としても師としても尊敬しているが、弟子である九戸兄弟とは仲が悪い。
破鳥 匠（はっとり たくみ）
声 - 三間はるな
8歳、男
破鳥才蔵の従兄弟。才蔵同様に極度の人見知りで、ガスマスクを着けて顔を隠している。才蔵によく似た性格を心配した母（さくら子）により今大会にエントリーすることになる。8歳児だが、サバイバルのトラップを作るのが好きなミリタリーオタク。
プリンス
声 - たさきこうじ
22歳、男
スタミナドリンクの服用により極端な肥満体となっているが、本来は美形。ダメージを受けることで本来の姿に一時的に戻る。鎧の兵隊を呼び出したり、人参を投げて馬を呼び寄せ突進させたり、料理を食べて攻撃したりと、バラエティ豊富な必殺技を持つ。肥満体の状態の風貌がシシーの兄と似ているが、シシーによると他人の空似で全くの別人である。プリンスのステージ曲（クシコス・ポストの替え歌）の歌詞によれば「王子様風の大富豪」とのこと。
豪血寺 新十郎（ごうけつじ しんじゅうろう）
生き神様と呼ばれる豪血寺初代頭首。最終ボス。江戸時代の名だたる剣豪であり、無類の女好きであった野牛十兵衛の隠し子。
生まれた時から野牛という姓を名乗れなかったものの”世に名高き剣豪の血が自分にも流れている”ということを何よりも誇りとして育った。明治時代に入り全ての人に名字を付けることが許される時代になると、いまだに父のことを誇りに生きている新十郎は、 「我が一族は、剣豪の血筋を受け継ぐ一族也」との意義を込めた名字を考え、これが豪血寺という名字になった。
豪血寺お志摩は彼の数多い孫の1人。お種、お梅、 エリザベス、 サンドラは曾孫、干滋は玄孫、アニー、アンジェラ、礼児、キース、陳念、才蔵、バッファロー、サハド、凛、匠は来孫、クララ、クリスは昆孫、金太郎、ポプラは仍孫にあたる。
オロフ・リンデロード

九戸真太郎（くの しんたろう）

九戸文太郎（くの ぶんたろう）

城門光（じょうもん ひかる）
プリンセス・シシー
「出現コマンドを探せ! キャンペーン」が行われ、当選者にはポスターが授与された。

## パチンコ
- CR豪血寺一族 トーナメントエディション（2010年9月、西陣）
キャラクター設定やイラストなどは『新』と『先祖供養』をベースとしているが、旧作のデザインに戻っているキャラクターも存在している。「レッツゴー!陰陽師」は大当たり中のBGMとして歌詞をアレンジしたバージョンが使われている。

## 開発
作品を企画した伊集桂子（ちゅうこ）が、おばあさんのキャラを登場させようと会議に持ち込むが反応が悪かったため、苦しまぎれれに「特定の技で変身して可愛くなる」と発言したのがきっかけで若返る老婆というキャラクターが誕生した。
SNKを退社し、ゲームや音楽とは関係ない事をしていた田中敬一（でんちゅう）はこの作品の為にゲーム業界に呼び戻され、アトラスに入社することとなり以後、アトラスでしばらく作曲を続ける事となる。サウンドは背景と連動した凝ったものを作りたく、全てのステージに歌をつけたかったが（容量の関係で）実現出来なかったとしている。
当初の操作形態はパンチ、キック、投げの3ボタンで、パンチとキックはボタンを押す長さで強弱が変わる形式を考えていたが結局は弱P、強P、弱K、強Kの4ボタン形式に落ち着いた。
キャラクターの声は、ちゅうこ、でんちゅう、流星野郎など社員、開発スタッフが担当している。『2』では声優の三石琴乃が加わっているが、流星野郎のラジオ番組『流星野郎のゲーム業界裏情報』に三石がアシスタントとして参加していた縁によるものである。
アトラス開発の『グルーヴ オン ファイト 豪血寺一族3』までの作品は、イラストレーターの村田蓮爾がキャラクターデザインを担当している
30周年を記念しシリーズの復刻の動きもあったが、とあるキャラクターがポリティカル・コレクトネスにひっかかることを背景にシリーズの復刻は困難となってしまっている。

### BGM
豪血寺一族シリーズは、BGMについて格闘ゲームとしては異例のこだわりを以って製作されている。『2』『外伝』『新』では、BGMに歌詞をつけて歌にするという画期的な試みがなされている。歌詞は大半がシュールな内容で、電波ソングと分類することもでき、曲のジャンルも格闘らしからぬフォークソングや演歌、アイドルポップス、ムード歌謡、合唱にデュエットなどと多岐に渡る。また、背景では1作目のみ遠近法を利用したバードビュー風の奥行きを持たせたステージがあったりバックダンサーが曲に合わせて踊ったり、同じステージでもラウンドが進むとストーリー仕立てでBGMやダンスが変化したりと、総合的な演出もなされている。
本シリーズは、主人公が高齢の老婆である等、諸キャラクターの特徴性で注目を集めてきた部分が大きく、BGMそのものが注目を集めることは僅少であった。しかし、これらはインターネットの普及とインターネット上のアングラ文化の発達により、意外な形で大きな注目を浴びることとなった。

#### レッツゴー! 陰陽師

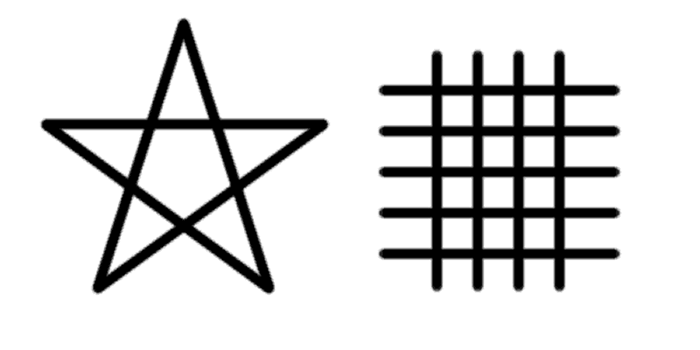
ドーマンセーマン（セーマンドーマン）

『新豪血寺一族 闘婚 -Matrimelee-』、『新・豪血寺一族 -煩悩解放-』のステージBGMの一つに『レッツゴー! 陰陽師』という曲が配置されている。ハイパーテクノ調の展開に琴など和風のテイストを加えたこの曲は、タイトルに陰陽師と標されているものの、ゲーム中に出現する陰陽師は画面背景中央の筮台（せいだい）に背をむけて座り九字を切るなどの仕草をするのみである。
『新豪血寺一族 -煩悩解放-』において、ゲーム中の一定条件を満たすと見ることができるPVが作成される。ステージ背景のキャラクターである陰陽師「矢部野彦麿（やべのひこまろ）」が3Dアニメで登場し、巫女の「琴姫」や3名の僧侶からなる「坊主ダンサーズ」とともにロングバージョンの同曲に合わせて歌って踊るものが発表され、2007年1月から2月にかけて、閲覧者が自由にコメントを書き込むことのできる動画配信サービスニコニコ動画上で人気を呼んだ。
この動画が話題になった当時、ニコニコ動画はYouTubeなど外部の動画共有サイトから取得した動画にコメントを付ける方式をとっていたが、制作者側はこの動画がアップロードされてインターネット上で話題になったことについて「大勢の人に楽しんでもらえたから」との理由で、無断配信を黙認する姿勢を保っていた。ニコニコ動画(β)にサービスが変更されて以降は公式の動画として配信されている。
合計再生数は2008年1月に『【初音ミク】みくみくにしてあげる♪【してやんよ】』に抜かれるまで、全動画中1位の再生数を誇っていた（2023年3月現在は全動画中3位）。この経緯は、『カワズ君の検索生活』の2007年3月17日放送回においても取上げられている。なお、2008年11月12日には「【初音ミク】みくみくにしてあげる♪【してやんよ】」に続いてニコニコ動画史上2番目の500万回再生を達成している。
その後、ニコニコ動画の管理元企業であるdwangoが正式に契約を結び、同社の着うたサイト上で同曲を配信することになった。製作元のノイズファクトリーもフルコーラスバージョンのサウンドトラックCDを通例通り自社通販で販売することを発表したところ、自社通販の対応能力を超えかねない膨大な注文を受けたため、一般のCDショップにおいても販売されることとなった。自社通販版と一般販売版においては、収録内容に一部相違がある。
『レッツゴー!陰陽師』はニコニコ動画内において現存する最も古い（動画投稿番号が若い）作品となっている。
2007年5月19日に開催のパフォーマンスイベントRINGにて『レッツゴー!陰陽師』のダンスが行われた。矢部野彦麿役は狂言師の和泉元彌が務め、坊主ダンサーはプロレスラーの筑前りょう太らが務めた。
2007年6月7日発売のニンテンドーDS用ソフト『おんたま♪おんぷ島へん』（制作：ノイズファクトリー）では、初となる音楽ゲーム収録を果たす。2011年1月には『ミュージックガンガン!2』に収録されアーケードゲームへ進出。その後は2014年7月にはアトラスの親会社であるセガの音楽ゲーム「maimai GreeN PLUS」に映像付きで収録、2017年4月6日には「CHUNITHM AIR PLUS」、2024年12月16日には「D4DJ Groovy Mix」にも収録された。
2007年7月7日に実施されたAnimelo Summer Live 2007 Generation-A（主催：ドワンゴ）にて、スペシャルゲストとして「矢部野彦麿（でんちゅう）&琴姫（MOMOEIKA）」が登場。「陰陽師」を披露した。
2009年2月に開催されたAOU2009 アミューズメント・エキスポのアトラスブースにて、シリーズ新作である『豪血寺一族 先祖供養』が出展された際は、新作のPVとともに「レッツゴー!陰陽師」が出展ブース内に常時流され、「レッツゴー!陰陽師」の知名度を活用したアピールが行われた。
また、『豪血寺一族 先祖供養』では、「レッツゴー!陰陽師」と従来の陳念ステージのBGM「坊主でダダダ!」をミックスした「陰陽ジジジ!」が陳念ステージの新曲として収録された。
2009年10月21日には小梅太夫とMOMOEIKA・でんちゅうがコラボするカバー曲「レッツゴー！陰陽師 feat.小梅太夫」が収録されたコンピレーションアルバム「ニコニコ動画ふぃ〜ちゃりんぐBEST」が発売された。
2012年7月7日20時30分にニコニコ動画1000万回再生の大台を記録。そして同月30日には公式から「レッツゴー！陰陽師　1000万再生御礼ダンス」という1000万回再生されたことへの喜びと感謝を示した動画を配信した。
2023年10月11日にはDMMGAMES.R18にて配信されているブラウザゲーム「あやかしランブル」とのコラボレーションとして「【令和版】レッツゴー！陰陽師 ‐ あやかしランブル！【2023】」がニコニコ動画に投稿された。音声は矢部野彦麿役の田中敬一（でんちゅう）による新録版となっており、歌詞や台詞は一部変更されている。
2024年8月5日にはサイバー攻撃によって2ヶ月ほどサービスを停止していたが新たなる要素を加えてニコニコ動画が復帰した際に、百花繚乱率いるニコニコを引っ張ってきた歌い手、踊り手、実況者やエンターテイナーなどのレジェンド（ZUN、ひろゆき、初音ミクなど）達が集まって歌う「レッツゴー！陰陽師 古伝説コラボ」が公開された。
2025年7月1日には日本ハムの「シャウエッセン×日清焼そば」コラボとして、すゑひろがりずによる再現CMが公開された。
2025年8月6日には、本曲を収録し「神妙不可思議なシングルCD」「胡散臭いドーナツ盤レコード」と題した8mmCDとレコード盤が発売された。